# 罗尔夫·厄斯特赖希
罗尔夫·厄斯特赖希（德語：Rolf Oesterreich，1952年11月28日—），德国男子花样滑冰运动员。他曾代表东德参加1976年冬季奥林匹克运动会花样滑冰比赛，搭档罗米·克默获得双人滑银牌。